# Teognost (Guzikow)
Teognost, imię świeckie Igor Michajłowicz Guzikow (ur. 6 października 1960 w Seliwanowie) – rosyjski biskup prawosławny.

## Życiorys
Urodził się w rodzinie robotniczej. W 1978 ukończył szkołę średnią, zaś w latach 1979–1981 odbywał obowiązkową służbę wojskową. 22 listopada 1983 złożył wieczyste śluby mnisze przed arcybiskupem włodzimierskim i suzdalskim Serapionem, przyjmując imię Teognost. Ten sam duchowny 14 stycznia 1984 wyświęcił go na hierodiakona, zaś pięć dni później – na hieromnicha. Od kwietnia 1984 mnich Teognost należał do wspólnoty monastycznej ławry Troicko-Siergijewskiej.
W 1985 rozpoczął naukę w moskiewskim seminarium duchownym, zaś po jego ukończeniu, w latach 1987–1991 studiował teologię w Moskiewskiej Akademii Duchownej, uzyskując tytuł kandydata nauk teologicznych. W czasie nauki, w 1986, otrzymywał kolejno godności ihumena i archimandryty. 30 listopada 1988 patriarcha moskiewski i całej Rusi Pimen wyznaczył go na przełożonego ławry Troicko-Siergijewskiej. Od 1990 jest wykładowcą seminarium i Akademii Duchownej, których jest absolwentem (wykłada patrologię).
Jego nominację biskupią wydał Święty Synod Rosyjskiego Kościoła Prawosławnego na posiedzeniu w dniach 12–13 marca 2002. Uroczysta chirotonia miała miejsce 31 marca tego samego roku w soborze Chrystusa Zbawiciela w Moskwie z udziałem patriarchy moskiewskiego i całej Rusi Aleksego II, metropolitów krutickiego i kołomieńskiego Juwenaliusza (Pojarkowa), smoleńskiego i kaliningradzkiego Cyryla (Gundiajewa), solnecznogorskiego Sergiusza (Fomina), wołokołamskiego i juriewskiego Pitirima (Nieczajewa), arcybiskupów istrińskiego Arseniusza (Jepifanowa), włodzimierskiego i suzdalskiego Eulogiusza (Smirnowa), werejskiego Eugeniusza (Rieszetnikowa) oraz biskupów tulskiego i bielowskiego Cyryla (Nakoniecznego) oraz dmitrowskiego Aleksandra (Agrikowa). 20 kwietnia 2009 podniesiony do godności arcybiskupiej.
Od marca 2010 jest przewodniczącym komisji Patriarchatu Moskiewskiego ds. monasterów. Do 2019 r. pozostawał również namiestnikiem ławry Troicko-Siergijewskiej. W lutym tegoż roku został przeniesiony do placówki filialnej Ławry w Moskwie, a jego tytuł zmieniono na arcybiskup kaszyrski.
W 2020 r. został namiestnikiem Monastyru Dońskiego. 16 maja 2021 r. otrzymał godność metropolity. Od 27 listopada 2021 r. do marca 2022 r. pełnił też czasowo obowiązki namiestnika stauropigialnego monasteru św. Andrzeja w Moskwie.